# Neil McCarthy (attore)
Neil McCarthy (Lincoln, 26 luglio 1932 – Fordingbridge, 6 febbraio 1985) è stato un attore britannico.

## Filmografia parziale

### Cinema
- Giungla di cemento (The Criminal), regia di Joseph Losey (1960)
- Colpo sensazionale (Offbeat), regia di Cliff Owen (1961)
- Zulu, regia di Cy Endfield (1964)
- La collina del disonore (The Hill), regia di Sidney Lumet (1965)
- Sette volte sette, regia di Michele Lupo (1968)
- Dove osano le aquile (Where Eagles Dare), regia di Brian G. Hutton (1968)
- Detective privato... anche troppo (Follow Me!), regia di Carol Reed (1972)
- E l'alba si macchiò di rosso (Operation Daybreak), regia di Lewis Gilbert (1975)
- Tempi brutti per Scotland Yard (Trial by Combat), regia di Kevin Connor (1976)
- Sarah Bernhardt - La più grande attrice di tutti i tempi (The Incredible Sarah), regia di Richard Fleischer (1976)
- Il club dei mostri (The Monster Club), regia di Roy Ward Baker (1980)
- Scontro di titani (Clash of the Titans), regia di Desmond Davis (1981)
- I banditi del tempo (Time Bandits), regia di Terry Gilliam (1981)
- Dieci piccoli indiani (Ten Little Indians), regia di Alan Birkinshaw (1989)

### Televisione
- Catweazle (1970)
- I Professionals (The Professionals) - serie TV (1980)
- Shōgun - serie TV (1980)